# 閻蜜
閻蜜是印度神話中的神祇之一，亞穆納河之神，是閻摩的雙胞胎妹妹，父親是太陽神蘇利耶，與哥哥閻摩一起被認為是世界上最早的男女。《梨俱吠陀》中記載，閻蜜要求與哥哥閻摩結成夫婦，並繁衍後代，但閻摩認為是兄妹亂倫而拒絕，最後兄妹成為夫妻。